# クラッカープレート
クラッカープレートは、火災報知機の通報ボタンなど、誤操作やいたずらを防止する目的で押しボタンスイッチに被せられるカバーであり、操作後は回復不可能な保護板である。

## 概要
語源は（crack）の「ひび、割れ目」と（plate）「板」である。尚、cracker plateという英熟語は存在しない。特許用語としてbreak-glassと呼ばれることがある。
アクリル樹脂などの透明な板に裏面から放射状の切り込みが入れてあり、指で押下することで割れるようになっている（映画「アルマゲドン」のラストシーンでは肘打ちで割っている）。
使用後は原状回復ができないため、そのスイッチを操作したことが容易に判別できる。
原状回復するには、クラッカープレートを新しい物と交換する必要がある。
装置によっては、割れずに板が丸ごと押し込まれそのままボタンが押せる様になっているものもある（ホーチキの「セフテクター」など）。
鉄道設備や鉄道車両には多く採用されており、踏切支障報知装置・緊急列車防護装置などが代表例である。